# Щедрик жовтогорлий
Ще́дрик жовтогорлий (Crithagra flavigula) — вид горобцеподібних птахів родини в'юркових (Fringillidae). Ендемік Ефіопії.

## Опис
Довжина птаха становить 11 см. Забарвлення переважно сіро-коричневе, спина легко поцяткована світлими смужками, надхвістя тьмяно-зеленувато-жовте. На горлі жовта пляма, груди жовтуваті, решта нижньої частини тіла білувата.

## Поширення і екологія
Жовтогорлі щедрики мешкають в центральній Ефіопії, в регіоні Шоа, зокрема в Національному парку Аваш. Вони живуть в сухих саванах, в сухих чагарникових заростях на кам'янистих схилах та на сухих луках, в заростях цимбопогону і лаванди, на висоті від 1400 до 1500 м над рівнем моря. Живляться насінням, зокрема насінням лаванди.

## Збереження
МСОП класифікує цей вид як такий, що перебуває під загрозою зникнення. За оцінками дослідників, популяція жовтогорлих щедриків становить від 350 до 1500 птахів. Їм загрожує знищення природного середовища. Жовтогорлі щеврики були відомі за 3 зразками, останній з яких був зібраний у 1886 році, поки вони не були повторно відкриті у 1989 році.